# Den lekande människan
Den lekande människan var en dokumentär om lajv som visades på SVT2 den 13 mars 1997. Den innehöll bland annat material inspelat på lajven Vita Lunden och Brustna Illusioner.